# Chico Ocaña
Juan José Ocaña Aguilar, conocido artísticamente como Chico Ocaña (San Roque (Cádiz), 1957) es un cantautor español de nuevo flamenco, considerado como el precursor del flamenco billy. Su mayor popularidad coincidió con su etapa de vocalista y líder del grupo Mártires del Compás.

## Biografía

### Los inicios
Nació en San Roque, provincia de Cádiz, en 1957, siendo el menor de seis hermanos. Su interés por la música le surgió sintonizando emisoras de radio de Gibraltar, desde las que escuchaba canciones que no se emitían en España.
En 1983 Chico Ocaña dejó el Campo de Gibraltar con destino a Sevilla, donde desarrolló su faceta artística. Aunque al principio alternaba actuaciones de rock andaluz y flamenco, se decidió a centrarse exclusivamente en este último género.

### Mártires del Compás
En el año 1992 surge el grupo Mártires del Compás, liderado por Chico Ocaña acompañado por Kiko Veneno, en el cual Ocaña conseguiría, junto con Raúl Rodríguez y José Caraoscura, iniciarse en el mundo de la música. Su primer álbum de estudio, Flamenco Billy, fue lanzado en 1995 y dio el nombre al estilo de fusión musical de la banda.
Hasta 2005 fueron publicados otros seis discos. El último de ellos, llamado 10 años, gozó de gran popularidad en el Campo de Gibraltar, al incluir una canción, llamada San Roque, dedicada a la ciudad y la comarca natal de Chico Ocaña.
En ese mismo año se estrenó la película Ar meno un quejío, biográfica de Ocaña y su banda, ganadora de la Biznaga de Plata en el Festival de Cine Español de Málaga de 2006.

### Carrera en solitario
En 2007, Ocaña disolvió el grupo, debido a las disputas de los componentes, él siguió en solitario, y el resto de los integrantes de la banda formaron otro grupo: Pellizco.
En marzo de 2010, lanzó su primer álbum en solitario: Canciones de mesa camilla.
En octubre de 2014 sale a la luz su segundo trabajo en solitario llamado De Piedra, distribuido por Warner, y acompañado por nuevos músicos.

### Despedida de Mártires
En 2015, ocho años después de la separación, vuelve a unirse al grupo para una gira con motivo del 20 aniversario del disco "Flamenco Billy". Se reúne de nuevo el grupo original de Mártires del Compás y realizan una gira por el país, llamada "Hola y adiós".
En 2022, en lo que parece el adiós definitivo del grupo, hacen una gira de despedida titulada "Adiós pa’ siempre".